# Вакс, Фридхельм
Фридхельм Вакс (нем. Friedhelm Wachs; род. 25 мая 1963, Западный Берлин) — немецкий журналист, общественный деятель и консультант.
С 1969 по 1982 гг. Фридхельм Вакс обучался в школе в Западном Берлине, затем изучал политические науки и бизнес-администрирование на факультете политологии Свободного университета Берлина и окончил его в 1988 году. В 2007 г. Вакс дополнительно получил диплом магистра делового администрирования в Лейпцигской Высшей Школе Менеджмента. Удостоен Премии Шмаленбаха за исследования в области делового администрирования.
В 1985—1989 гг. Вакс работал редактором в газете «Tageszeitung», сперва в отделе Восточной Европы, затем в отделе новостей; опубликовал большое количество статьей про страны Социалистического лагеря, участвовал в открытии московского офиса газеты.
В 1989—1992 гг. был Президентом и СЕО компании «Rönnau und Wachs», занимавшейся исследованиями рынков для непродуктовых товаров, медиа, АйТи, телекоммуникациями, офисным оборудованием. С 1993 г. Президент и СЕО компании «Wachscommunication»; фирма, в частности, разработала концепцию защиты окружающей среды, представленную Германией на Всемирной Конференции по климату в Берлине в 1995 году, — по слова представителя берлинского Сената, «для конференции по защите окружающей среды Вакс является очень важным партнёром». В 2003 г. консультировал администрацию Лейпцига в подаче заявки на проведение Олимпийских игр 2012, публично выступал в поддержку заявки, разъясняя её значение для развития региона; Лейпциг выиграл национальный раунд и стал одним из 9 городов-кандидатов. «Признанным экспертом по региональному развитию и городскому маркетингу» назвал Вакса руководитель любекского общественного объединения «Родной город» (нем. Vaterstädtischen Vereinigung) Буркхарт Аймер. Кроме того, Вакс входит в руководство ряда других коммерческих организаций — в частности, банка Hansen & Heinrich AG.
Фридхельм Вакс является Вице-Президентом Молодёжной палаты Германии и сенатором Международной молодёжной палаты. В 2009 г. эта международная общественная организация признала Вакса самым выдающимся из своих руководителей — сперва в Европе, а затем и в мире.
Ваксу принадлежит ряд публикаций, в том числе глава в книге «Революция в Москве. Путч и распад Советского Союза» (нем. Revolution in Moskau. Der Putsch und das Ende der Sowjetunion; Hamburg: Rowohlt, 1991, ISBN 3-499-13122-6, среди 19 соавторов был и Эдуард Шеварднадзе), глава о Польше в книге «Бедность народов. Пособие по долговому кризису от Аргентины до Заира» (нем. Die Armut der Nationen. Handbuch zur Schuldenkrise von Argentinien bis Zaire; Berlin: Rotbuch Verlag, 1987, ISBN 3-88022-722-5) и др. Он также автор книг «Если бы я только знал…: 88 вопросов о счастье, смысле и целях для лучшей жизни» (нем. Wenn ich nur wüsste … 88 Fragen nach Glück, Sinn und Zielen für ein besseres Leben), «Любовь!» (нем.  Liebe!) и один из соавторов книги «Водные курорты Богемии» (нем. Die böhmischen Bäder: Karlsbad, Marienbad, Franzensbad; 1993) и путеводителя по Праге.